# Apple M2
Apple M2 — серия систем на кристалле ARM-архитектуры компании Apple из серии Apple silicon, используемая в ноутбуках MacBook и компьютерах Mac, а также в планшетах iPad Pro, производится контрактным производителем TSMC на 5-нанометровом техпроцессе второго поколения и содержит около 20 миллиардов транзисторов.

## Архитектура
Apple M2 имеет четыре высокопроизводительных ядра «Avalanche» и четыре ядра низкого энергопотребления «Blizzard». Это сочетание позволяет оптимизировать энергопотребление. Apple утверждает, что ядра низкого энергопотребления используют одну десятую мощности высокопроизводительных.

### Память
M2 использует единую конфигурацию 128-битной двухканальной памяти LPDDR5 SDRAM 6400 МТ/с (в разных моделях — 8, 16 или 24 ГБ), разделяемую всеми компонентами процессора. Микросхемы SoC и RAM монтируются совместно в рамках конструкции system-in-package. Максимальный объём LPDDR5-памяти, поддерживаемой в M2, достиг 24 Гбайт.
M2 Pro поддерживает 256-битную четырёхканальную память LPDDR5, а M2 Max — 512-битную. Пропускная способность обоих чипов идентична предыдущему поколению — 200 ГБ/с у M2 Pro и 400 ГБ/с у M2 Max. Максимальный объём поддерживаемой объединённой памяти составляет 32 ГБ для M2 Pro (идентично M1 Pro), а для M2 Max этот объём увеличился до 96 ГБ (доступны при выборе конфигурации с 38-ядерным GPU).

### Графика
В M2 встроен разработанный Apple десятиядерный (в некоторых базовых моделях — восьмиядерный) графический процессор (GPU). Каждое графическое ядро содержит 32 исполнительных блока, каждый из которых содержит 8 арифметико-логических блоков (ALU). В общей сложности, графическая подсистема чипа M2 содержит до 320 исполнительных блоков и 2560 арифметико-логических блоков. 

### Прочие особенности
M2 содержит специализированное оборудование для нейронных сетей в 16-ядерном Neural Engine, способном выполнять 15,8 триллионов операций в секунду. Другие компоненты включают процессор сигналов изображения, контроллер хранения данных PCIe, контроллер USB 4 с поддержкой Thunderbolt 4 и Secure Enclave.
M2 имеет встроенные средства аппаратного кодирования и декодирования видео с поддержкой 8K H.264, 8K H.265 (8/10 бит, до 4:4:4), 8K Apple ProRes, VP9, HEVC-видео и JPEG.

## Производительность и энергоэффективность
Apple обещает 18 % прогресс по сравнению с оригинальным Apple M1, который обеспечивается как улучшениями на уровне микроархитектуры, так и ростом пропускной способности памяти. Она в M2 достигла 100 Гбайт/с, что на 50 % превышает показатель, достигнутый в M1. Также производительные ядра получили 16-Мбайт L2-кеш (вместо 12 Мбайт), в то время как энергоэффективные ядра продолжают пользоваться 4-Мбайт L2-кешем.
Встроенный в M2 графический процессор теперь имеет десять ядер вместо восьми — это вместе с другими улучшениями подняло производительность GPU на 35 % — до 3,6 Тфлопс.
Помимо прочего в M2 появились усовершенствованный блок для обеспечения безопасности, новый нейронный сопроцессор с возросшей на 40 % производительностью.
Как было указано на презентации, M2 способен декодировать несколько 8K-потоков одновременно, а также имеет средства для аппаратной обработки ProRes-потока.

## Развитие семейства чипов Apple M2

### Apple M2 Pro
Apple M2 Pro — чип, выполненный по улучшенному 5-нанометровому технопроцессу TSMC (N5P) и содержащий до 10 или 12 процессорных ядер (8 производительных и 4 энергоэффективных), до 19 графических ядер, и 16-ядерный нейронный движок. Пропускная способность объединённой памяти составляет 200 Гбайт/с, а сам чип содержит 40 млрд транзисторов. Apple заявляет о 20 % приросте мощности CPU, 30 % приросте мощности GPU и 40 % приросте мощности нейронного движка по сравнению с M1 Pro.

### Apple M2 Max
Apple M2 Max — чип, выполненный по улучшенному 5-нанометровому технопроцессу TSMC (N5P) и содержащий 12 процессорных ядер (8 производительных и 4 энергоэффективных), до 38 графических ядер, и 16-ядерный нейронный движок. Пропускная способность объединённой памяти составляет 400 Гбайт/с, а сам чип содержит 67 млрд транзисторов. Apple заявляет о 20 % приросте мощности CPU, 30 % приросте мощности GPU и 40 % приросте мощности нейронного движка по сравнению с M1 Max.

### Apple M2 Ultra
Apple M2 Ultra — чип, состоящий из двух чипов M2 Max, объединённых между собой на одной подложке благодаря технологии UltraFusion. Чип выполнен по улучшенному 5-нанометровому техпроцессу TSMC (N5P), содержит 24 процессорных ядра (16 производительных и 8 энергоэффективных ядер), до 76 графических ядер, и 32-ядерный нейронный движок. Пропускная способность объединённой памяти составляет 800 Гбайт/с, а сам чип содержит 134 млрд транзисторов. Apple заявляет о 20%-м приросте мощности CPU, 30%-м приросте мощности GPU и 40%-м приросте мощности нейронного движка по сравнению с M1 Ultra.

## Применение
Устройства, использующие Apple M2:
- MacBook Pro (13 дюймов, M2, 2022) — с июня 2022 года по октябрь 2023 года;
- MacBook Air (13 дюймов, M2, 2022) — с июля 2022 года;
- MacBook Air (15 дюймов, M2, 2023) — с июня 2023 года по март 2024 года;
- iPad Pro (6-го поколения) — с октября 2022 года по май 2024 года.
- Mac mini (2023) — с января 2023 года.
- Apple Vision Pro — с февраля 2024 года (в паре с чипом R1)
- iPad Air (6-го поколения) — с мая 2024 года.

Устройства, использующие Apple M2 Pro:
- MacBook Pro (14 и 16 дюймов, начало 2023) — с января по октябрь 2023 года;
- Mac mini (2023) — с января 2023 года.

Устройства, использующие Apple M2 Max:
- MacBook Pro (14 и 16 дюймов, начало 2023) — с января по октябрь 2023 года.
- Mac Studio (2023) — с июня 2023 года по март 2025 года.

Устройства, использующие Apple M2 Ultra:
- Mac Studio (2023) — с июня 2023 года по март 2025 года.
- Mac Pro (2023) — с июня 2023 года.

## Варианты
В таблице ниже представлены различные SoC на базе микроархитектур «Avalanche» и «Blizzard».
| Вариант    | Количество ядер CPU (П+Э) | Количество ядер GPU | Количество исполнительных блоков GPU | Количество арифметических логических блоков GPU | Neural Engine | Поддерживаемое количество объединённой памяти | Количество транзисторов |
| ---------- | ------------------------- | ------------------- | ------------------------------------ | ----------------------------------------------- | ------------- | --------------------------------------------- | ----------------------- |
| A15 Bionic | 5 (2+3)                   | 5                   | 80                                   | 640                                             | 16-ядерный    | 4 ГБ                                          | 15 млрд                 |
| A15 Bionic | 6 (2+4)                   | 4                   | 64                                   | 512                                             | 16-ядерный    | 4 ГБ                                          | 15 млрд                 |
| A15 Bionic | 6 (2+4)                   | 5                   | 80                                   | 640                                             | 16-ядерный    | 4–6 ГБ                                        | 15 млрд                 |
| M2         | 8 (4+4)                   | 8                   | 128                                  | 1024                                            | 16-ядерный    | 8–24 ГБ                                       | 20 млрд                 |
| M2         | 8 (4+4)                   | 10                  | 160                                  | 1280                                            | 16-ядерный    | 8–24 ГБ                                       | 20 млрд                 |
| M2 Pro     | 10 (6+4)                  | 16                  | 256                                  | 2048                                            | 16-ядерный    | 16–32 ГБ                                      | 40 млрд                 |
| M2 Pro     | 12 (8+4)                  | 16                  | 256                                  | 2048                                            | 16-ядерный    | 16–32 ГБ                                      | 40 млрд                 |
| M2 Pro     | 19                        | 304                 | 2432                                 |                                                 | 16-ядерный    | 16–32 ГБ                                      | 40 млрд                 |
| M2 Max     | 30                        | 480                 | 3840                                 | 32–96 ГБ                                        | 16-ядерный    | 67 млрд                                       |                         |
| M2 Max     | 38                        | 608                 | 4864                                 | 32–96 ГБ                                        | 16-ядерный    | 67 млрд                                       |                         |
| M2 Ultra   | 24 (16+8)                 | 60                  | 960                                  | 7680                                            | 32-ядерный    | 64–192 ГБ                                     | 134 млрд                |
| M2 Ultra   | 24 (16+8)                 | 76                  | 1216                                 | 9728                                            | 32-ядерный    | 64–192 ГБ                                     | 134 млрд                |